# Gelis problematicus
Gelis problematicus là một loài tò vò trong họ Ichneumonidae.